# برتون اسنوبرد
برتون اسنوبرد (به انگلیسی: Burton Snowboards) تولیدکننده اسنوبرد است. که توسط جیک برتون کارپنتر در ۱۹۷۷ افتتاح شده‌است. محصولا برتون مرتبط با ورزش اسنوبرد شامل تخته اسنوبرد، پابند، پوتین، لباس اسکی و لوازم جانبی است. فروشگاه اصلی آن در برلینگتون است.